# 쓰시마 방언
쓰시마 방언(対馬方言 쓰시마호겐[*])은 일본 나가사키현 쓰시마섬에서 사용되는 일본어의 방언으로, 규슈 방언에 속한다. 히치쿠 방언에 포함되지만, 히치쿠 방언적인 특징은 다소 얇다.
지리적 관계로부터 한때는 한국어와의 관계에 대해 많은 연구가 이루어졌지만, 결과적으로 쓰시마 방언과 한국어 사이에는 차용어 이상의 공통성은 보이지 않는다라고 하는 것이 중론이다. 지리적·역사적 경위에 따라 한국어로부터의 차용어가 존재한다. 예를 들어 쓰시마 방언에서 '친구'(ちんぐ)는 한국어의 친구를 의미하며, '폿치'(ぱっち)는 한국어의 바지를 의미한다. 반대로 한국어의 어휘 '고구마'는 쓰시마 방언에서 차용된 것으로 추정된다. 고구마를 규슈 남부 방언에서는 kōkō-imo라고 하는데, 이 말은 쓰시마 방언에서 kōkomo(남부) ~ kogomo(북부)로 발음되어 한국어의 '고구마'와 유사하다.
악센트의 유형은 도쿄식 악센트의 변종이다.